# Neoplan Tourliner
Neoplan N2216 SHD Tourliner — 12-метровий туристичний автобус, 3-зірковий за комфортом, що випускається у Штутгарті, Німеччина з 2003 року. Мав декілька модифікацій, найголовнішою є N2216 SHD. Автобус побудований на платформі MAN Lion's Coach другого покоління.
В вересні 2016 року дебютував Neoplan Tourliner другого покоління.

## Перше покоління (N2216)

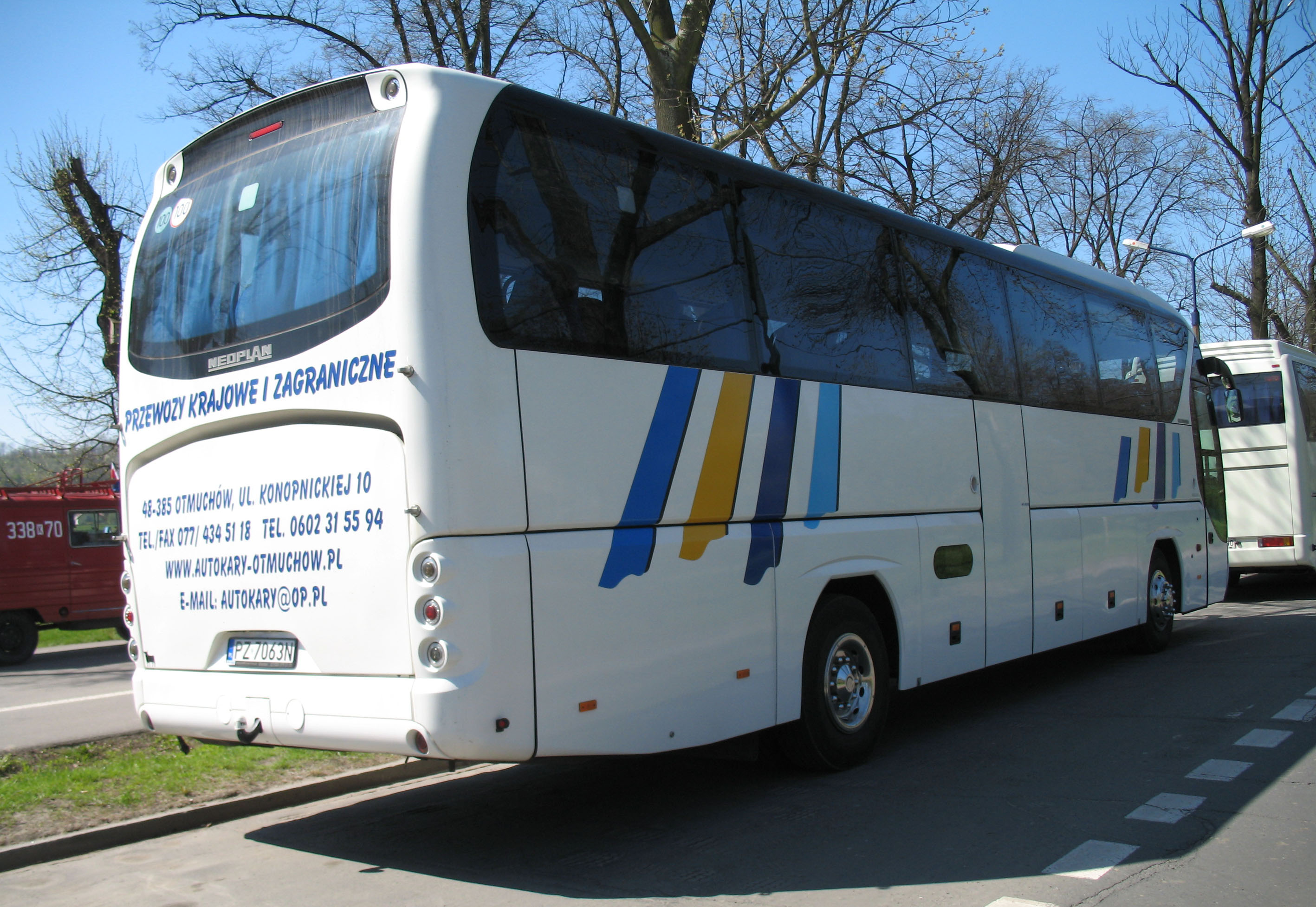
Neoplan Tourliner в Кракові

Tourliner — визначено 4-зірковим у класі комфортабельності перевезень, і з Neoplan зручністю він поступається лише Neoplan Starliner, його розраховано як на екскурсійні подорожі містом, так і на далекі інтернаціональні перевезення. За габаритами автобус: 12-метровий вагонно-зливного компонування, у висоту 3,8 метра і у ширину 2,6, його кузов несущий, лобове скло вигнуте, склоочисники розташовано один-над-одним, бампер передка розділено надвоє, на нижній частині розташовані по 3 прозорі, високої потужності фари з кожного боку а також 2—4 додаткових підсвітних або протитуманних, бампер різко окреслений і сталевий, проте зварний та буксирувального пристрою не має. Уздовж боків розташовано по 6 габаритних вогнів, задок автобуса має зварний різко окреслений бампер. Автобус двовісний (іноді тривісний), колісна формула 4×2) та має дві двері з трьома достатньо високими сходинками, що ведуть до салону. Сходинки додатково освітлюються невеликими плафоновими підсвітками, металічні частини сходинок, щоб уникнути травматизму, забито ворсовим покриттям. Має великий багажний відсік, площа якого 12,6 м³.
Місткість салону автобуса 48—63 чоловіки, крісла для сидіння можуть видозмінюватися і переноситись, або ж встановлюватися новими. Крісла високі, зі стандартним «автобусним» набором зручностей — можуть висуватися до 25 сантиметрів назад (зазвичай під час відкидання, хоча не завжди) та великий кут відкидання — 130—140 °. Крісла ортопедичні (типу Vogelsitz), що дозволяє пасажирам комфортно почуватися під час перевезень. На спинках крісел встановлено: відкидний міністолик з діркою для пляшки невеликого розміру (0,5 — 1 літра), що також може застосовуватися для утримання пласких речей, якщо його закинуто; попільничку; та скринька для тримання невеликих речей. Крісла розташовано попарно у 16 рядів, вгорі салону місце позначено номерами, з самого заду сидінь 5 (5 посередині ряду, додаткове). У салоні встановлено 2 LCD відеофільмів типу «Noge», що дублюють показ головного телевізора біля водія і другого, відкидного, для пасажирів у задній частині автобуса. Крісло водія відрізняється від пасажирських та має два ременя безпеки; приладова дошка зроблена заокругленою, хоча виступу для стрілкових приладів немає. Усі кнопки на панелі легко читаються та індивідуально підсвічуються, зі стрілкових приладів є спідометр (максимальна позначка — 125 км/год), тахометр (максимальна кількість оборотів за хвилину — 2,7×1000), бензинометр (місткість паливного бака — 480 літрів) і розігрів двигуна до 120 °C. У салоні діє подвійне освітлення плафоновими лампами на облямівках даху і лампочковими підсвітками синього кольору. Спереду автобуса поставлено електронний годинник з синіми цифрами. Найголовніша зручність салону — велика ширина автобуса, що дозволяє вільно пересуватися по салону під час зупинок. Також автобус має: холодильник, кавоварку, туалетну кабінку і GPS. З технічних систем наявні антибуксувальна, антиблокувальна і додаткова гальмова системи, також наявні обмежувачі максимальної  швидкості.

### Технічні характеристики
| Модифікація                                         | Neoplan N2216 SHD Tourliner   |
| Призначення                                         | туристичний автобус           |
| Габаритні розміри, мм                               | 12000-2550-3800               |
| Висота підлоги над рівнем землі, см                 | 53                            |
| Формула дверей                                      | 1—1                           |
| Підвіска                                            | Пнематично-ресорна            |
| Осей, шт                                            | 2—3                           |
| Колісна формула                                     | 4×2; 5×2                      |
| Сидячих місць, шт                                   | 49+2 або 61+2                 |
| Повна місткість, чол                                | 49—63                         |
| Передній звис, м                                    | 2,54                          |
| Задній звис, м                                      | 2,22                          |
| Висота салону, м                                    | 2,13                          |
| Передній/задній кут звису, °                        | 9/8                           |
| Споряджена маса, кг                                 | 11700                         |
| Повна маса, кг                                      | 18000                         |
| Колісна база                                        | 6060                          |
| Двигун                                              | MAN D 2066 LOH 03             |
| Установка Euro                                      | Євро-4                        |
| Потужність, кВт                                     | 294—324                       |
| Сила генераторного струму, А                        | 140                           |
| Кількість циліндрів, шт                             | 6                             |
| Макс. швидкість, км/год                             | 125                           |
| Обертальний момент, Нм                              | 2100                          |
| Розгін 0-60 км/год, с                               | 20                            |
| Місткість паливного бака, літри                     | 460                           |
| Витрати палива при швидкості 60 км/год на 100 км, л | 28                            |
| Максимальне навантаження на осі, кг (1/2)           | 7100/11500                    |
| Кліренс, мм                                         | 350                           |
| Радіус повороту, мм                                 | 20610                         |
| Трансмісія                                          | DC GO210-6 і ZF 12 AS 2301 BO |
| Шини                                                | дискові, 295/80 R 8×22,5      |

### Модифікації
- Neoplan Tourliner — двохосний, довжиною 12,0 м,
- Neoplan Tourliner C — трьохосний, довжиною 13,26 м,
- Neoplan Tourliner L — трьохосний, довжиною 13,8 м,

## Друге покоління

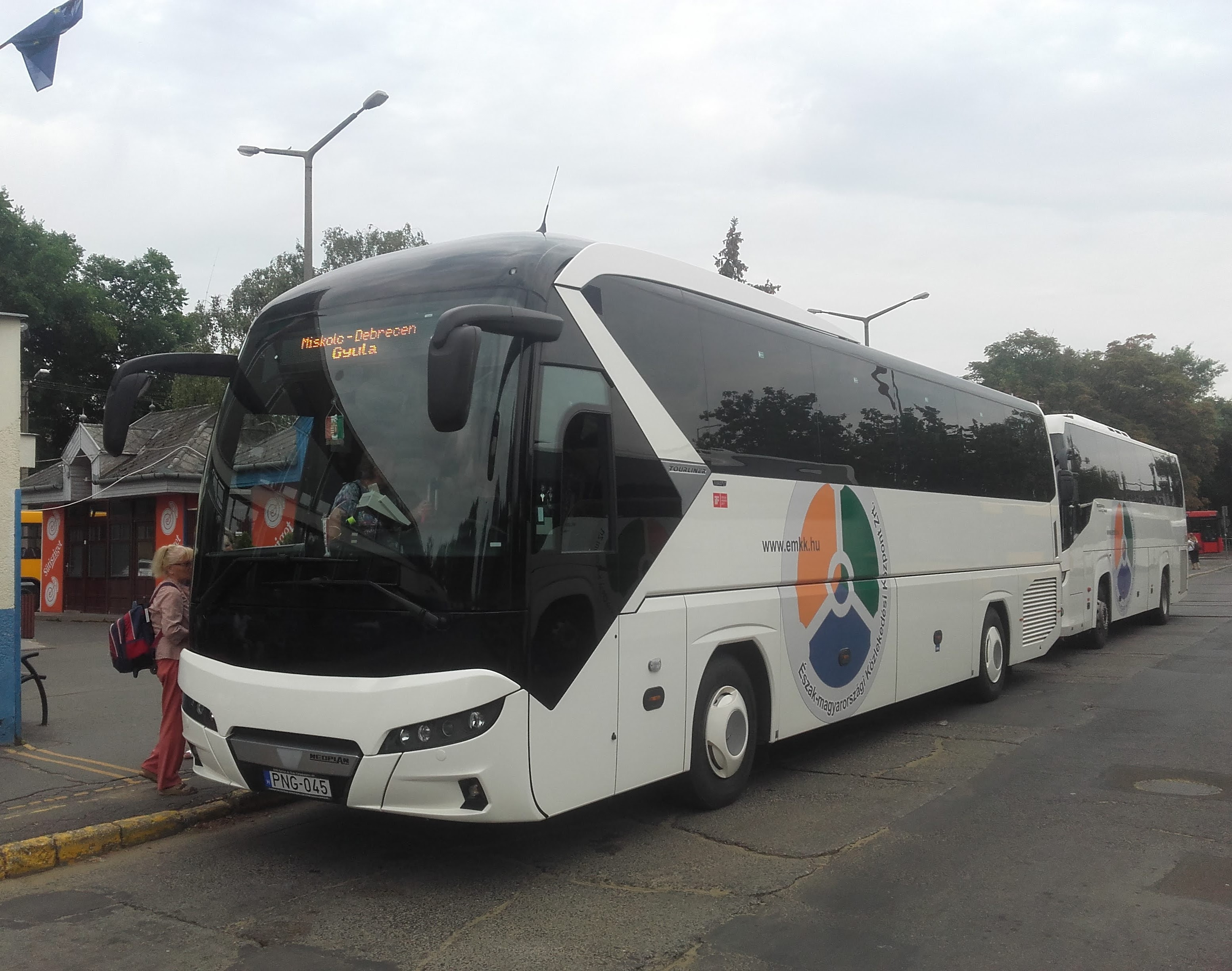
Neoplan Tourliner II

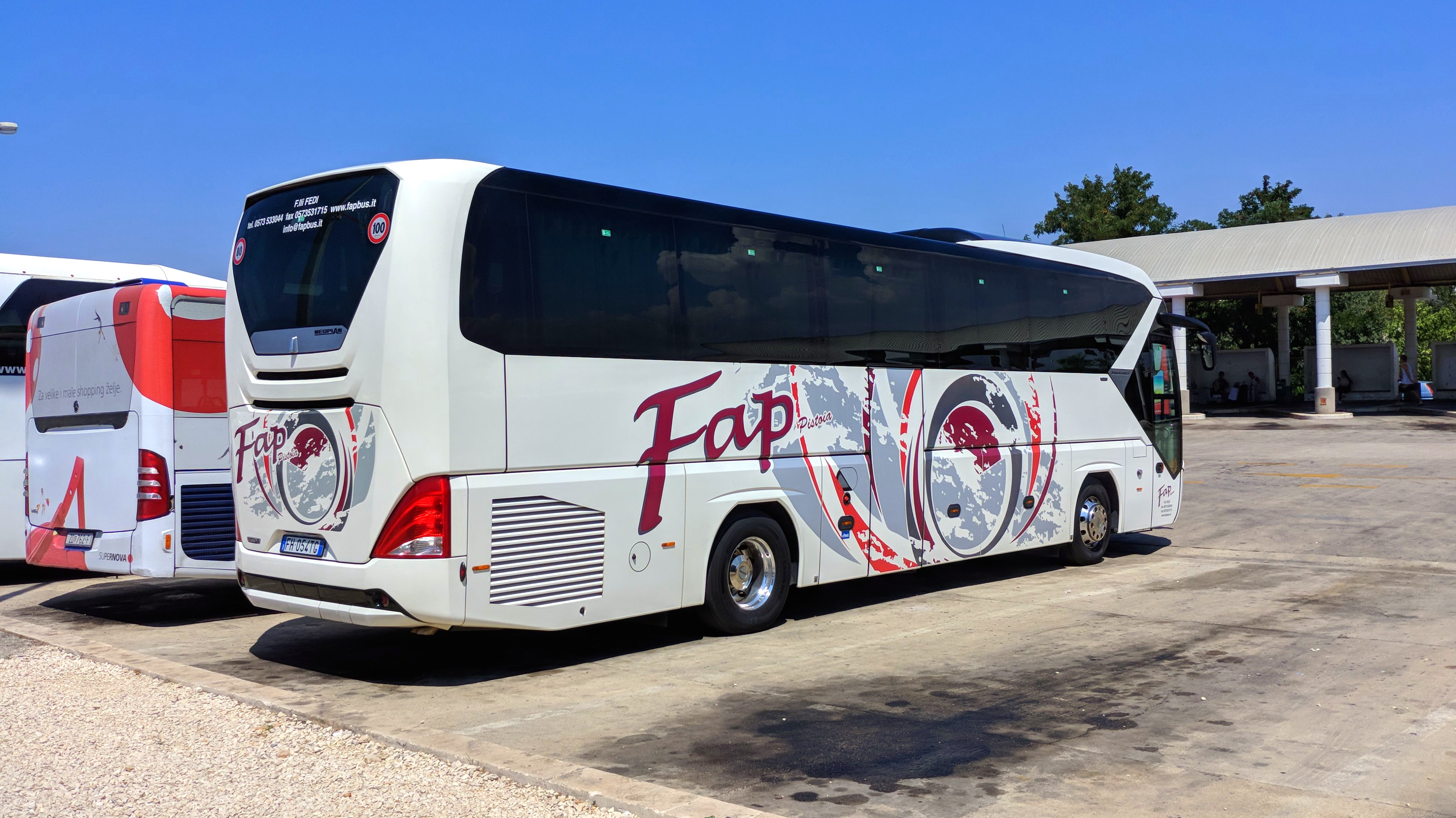
Neoplan Tourliner II

В вересні 2016 року на автосалоні IAA в Ганновері дебютувало друге покоління Neoplan Tourliner. Дизайн автобуса виконаний в стилі останнього Neoplan Jetliner. Автобус представлений в трьох варіантах: звичайний двохосний на 53 місця: довжина автобуса 12113 мм, ширина 2550 мм, висота 3840 мм, колісна база 6060 мм, трьохосний Tourliner C на 57 місць: довжина 13373 мм, ширина 2550 мм, висота 3840 мм, колісна база 6060+1470 мм та подовжений трьохосний Tourliner L на 63 місця: довжина 13913 мм, ширина 2550 мм, висота 3840 мм, колісна база 6600+1470 мм. Двигуни MAN D2676 LOH 12,419 л потужністю 420 та 460 к.с., коробка передач MAN TipMatic®.

## Див.також
- Neoplan Starliner
- NeoLAZ-12